# 4050 Mebailey
4050 Mebailey eller 1976 SF är en asteroid i huvudbältet som upptäcktes den 20 september 1976 av de båda svenska astronomerna Claes-Ingvar Lagerkvist och Hans Rickman vid Kvistabergs observatorium. Den är uppkallad efter den brittiske astronomen Mark E. Bailey.
Asteroiden har en diameter på ungefär 16 kilometer.